# 埃斯蒂尔 (南卡罗来纳州)
埃斯蒂尔（英文：Estill），是美国南卡罗来纳州下属的一座城市。城市类型是“Town”。其面积大约为3.23平方英里（8.37平方公里）。根据2010年美国人口普查，该市有人口2,040人，人口密度约为每平方 英里631.58人（约合每平方公里243.86人）。